# 斎藤達雄 (俳優)
斎藤 達雄（さいとう たつお、1902年6月10日 - 1968年3月2日）は、日本の俳優、映画監督。
松竹蒲田撮影所に入り、独特の存在感を持つ飄々とした演技で、脇役や短篇喜劇映画の主役として多くの作品に出演した。初期の小津安二郎監督作品に欠かせない俳優でもあり、『肉体美』『会社員生活』『大人の見る繪本 生れてはみたけれど』などの小津作品に主演した。戦後も貴重な脇役として活躍し、監督作も発表している。

## 来歴・人物
1902年（明治35年）6月10日、東京府東京市深川区佐賀町（現在の東京都江東区佐賀）に生まれる。父は米の仲売人で日本橋区に店を構えていた。父は芝居道楽で、家業そっちのけに一座の勧進元になって巡業に出たりして財産を蕩尽し、5歳の時に佐賀町の家をたたんで神田明神近くへ引越しする始末だった。引っ越した家の隣には後にカメラマンとなる長井信一が住んでおり、幼い頃に幻灯機を作ってもらったという。
地元の小学校を卒業後、京華中学校（現在の京華中学高等学校）に入学。父が浅草のルナパークの株主だった関係で映画館には無料入場できたことから映画ファンとなる。ブルーバード映画のスター女優だったエラ・ホールに夢中となり、彼女にファンレターを送ると返事が返って来て有頂天になったり、映画雑誌『活動之世界』などに投稿したりした。学業そっちのけで映画に夢中になっていたため、それを心配した父によってシンガポールでカメラ材料店を開く人に預けられ、京華中学を中退してシンガポールに渡る。マレー商業学校を卒業後、外国商館に勤務する傍ら、コンナム・フィルム社の『ステマドル』という映画に出演し、1922年（大正11年）に日本へ戻る。
1923年（大正12年）、松竹蒲田撮影所に入社。牛原虚彦監督の『狼の群』で映画デビューし、その後島津保次郎監督の『人肉の市』、大久保忠素監督の『天を仰いで』などに出演するが、同年8月に退社して日活大将軍撮影所に入社する。若手助演者として注目され始め、『小品映画集 《人生と活動》』では主役に起用される。1926年（大正15年）、松竹蒲田に再入社。長身痩躯で混血児風の容貌と飄々とした持ち味を買われて、特異な脇役として注目されるようになり、牛原監督の『感激時代』『陸の王者』などに出演する一方、城戸四郎撮影所長が奨励する短篇喜劇に次々と起用されて持ち味を発揮していく。

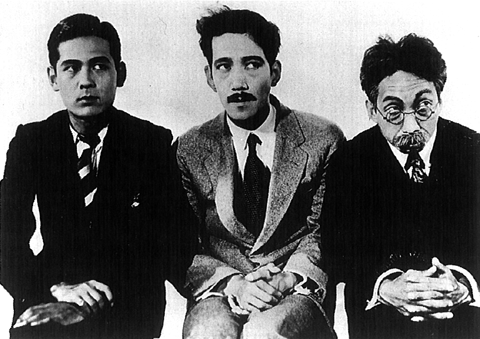
『足に触つた幸運』（1930年）のスチル写真。左から月田一郎、斎藤、関時男。

1928年（昭和3年）、小津安二郎監督の第2作『若人の夢』で主役の学生役に起用され、以後、小津の短篇喜劇に次々と主演する。やがて小津の小市民映画の主人公として不況時代のサラリーマンなどを演じ、飯田蝶子、坂本武らとともにサイレント時代の小津映画に欠かせない存在となる。斎藤が主演した小津の短篇喜劇に『女房紛失』『カボチヤ』『肉体美』『会社員生活』『突貫小僧』『落第はしたけれど』『エロ神の怨霊』があり、『肉体美』では妻の尻に敷かれている亭主、『会社員生活』ではボーナスの支給日に会社をクビになるサラリーマン、『突貫小僧』ではさらった子供に手を焼く人さらい、といった役を演じてユーモラスな演技を見せる。この間、小津の長篇作品『学生ロマンス 若き日』『結婚学入門』にも出演し、デリケートな人間心理を表出してうま味を見せた。その後も、『足に触つた幸運』で大金を拾ったサラリーマンの泣き笑いを好演、『お嬢さん』では岡田時彦と組んで新聞記者を演じ、『東京の合唱』では持ち味の飄逸さを発揮する。小津のサイレント期の代表作『大人の見る繪本 生れてはみたけれど』では、子供から大人の世界の矛盾を突かれるサラリーマンの父親役で主演し、困惑する不況時代のサラリーマンの悲哀を見事に演じた。以後も『淑女は何を忘れたか』『戸田家の兄妹』『宗方姉妹』などに出演し、計23本の小津作品に出演した。
小津作品以外にも、佐々木恒次郎監督の『珍客往来』『裏町の大将』、斎藤寅次郎監督の『モダン怪談100,000,000円』、清水宏監督の『村の王者』、五所平之助監督の『大東京の一角』『左うちわ』などに主演し、1929年（昭和4年）に結城一朗、日夏百合絵とともに準幹部、翌1930年（昭和5年）には高田稔、岡田時彦、結城、龍田静枝、筑波雪子とともに幹部に昇格する。以後も五所監督の『人生のお荷物』、島津保次郎監督の『春琴抄 お琴と佐助』、吉村公三郎監督の『暖流』などに助演する。
1947年（昭和22年）にフリーとなり、各社の作品で脇役として活躍する。1950年代には監督業に進出し、『嫁ぐ今宵に』『純情社員』、島倉千代子主演の『早く帰ってコ』『東京だヨおッ母さん』などを監督するが、監督としてはほとんど評判にならなかった。やがて草創期のテレビドラマにも多く出演する。1967年（昭和42年）、山田洋次監督の『九ちゃんのでっかい夢』が最後の映画出演作となった。
1968年（昭和43年）3月2日、肺がんのため東京都世田谷区梅ヶ丘の自宅で死去。65歳没。墓所は台東区の長運寺。
一時期、松竹蒲田の女優・井上雪子と結婚したが後に離婚し、ドイツ人女性と再婚するも死別、付き人と三度目の結婚をして2子を儲けている。
益田喜頓は憧れていた人物に斎藤をあげ、「銀座でお洒落で目立った人は、何といっても斎藤達雄。外人みたいで、どんな格好をしてもさまになるんです。」と語っている。

## 出演作品

### 映画
◎印は小津安二郎監督作品。

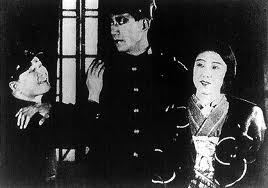
『若人の夢』（1928年）のスチル写真。左から吉谷久雄、斎藤、若葉信子。

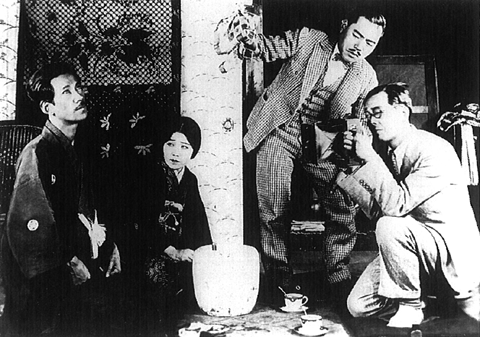
『肉体美』（1928年）のスチル写真。左から斎藤、飯田蝶子、坂本武、日守新一。

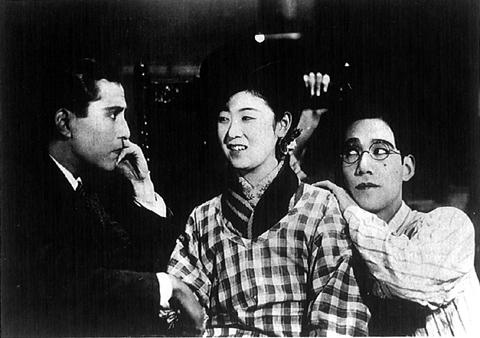
『お嬢さん』（1930年）のスチル写真。左から岡田時彦、田中絹代、斎藤。

- 街の手品師（1925年、日活） - 酔っぱらい
- 東洋のカルメン（1925年、日活）
- 小品映画集 人生と活動（1925年、日活）
- 美女と秘密（1927年、松竹キネマ）
- 晴れゆく空（1927年、松竹キネマ） - 紳士
- 感激時代（1928年、松竹キネマ） - 先生
- ◎若人の夢（1928年、松竹キネマ） - 加藤兵一
- 彼と東京（1928年、松竹キネマ）
- ◎女房紛失（1928年、松竹キネマ） - 彼
- 妻君廃業（1928年、松竹キネマ）
- 彼と田園（1928年、松竹キネマ）
- ◎カボチャ（1928年、松竹キネマ） - 山田藤助
- 陸の王者（1928年、松竹キネマ） - 岩井教授
- ◎肉体美（1928年、松竹キネマ） - 高井一郎
- ◎学生ロマンス 若き日（1929、松竹キネマ） - 学生・山本秋一
- 村の王者（1929年、松竹キネマ） - 作造
- モダン怪談100,000,000円（1929年、松竹キネマ） - 松田襄二
- 女難歓迎腕比べ（1929年、松竹キネマ） - 旅の小間物問屋
- 恋慕小唄（1929年、松竹キネマ） - 英語音楽教師中谷
- ◎会社員生活（1929年、松竹キネマ） - 塚本信太郎
- ◎突貫小僧（1929年、松竹キネマ） - 人撰い文吉
- 新婚前後（1929年、松竹キネマ）
- 彼と人生（1929年、松竹キネマ） - 陸軍リンコルン
- ◎結婚学入門（1930年、松竹キネマ） - 北宮光夫
- 大東京の一角（1930年、松竹キネマ）
- ◎朗かに歩め（1930年、松竹キネマ） - 犬を抱いた人（ノンクレジット）
- ◎落第はしたけれど（1930年、松竹キネマ） - 学生・髙橋六郎
- 不景気時代（1930年、松竹キネマ） - 松造
- ◎その夜の妻（1930年、松竹キネマ） -  医師・須田
- ◎エロ神の怨霊（1930年、松竹キネマ） -  山路健太郎
- ◎足に触った幸運（1930年、松竹キネマ） - 古川貢太郎
- 若者よなぜ泣くか（1930年、松竹キネマ） - 新聞記者
- ◎お嬢さん（1930年、松竹キネマ） - 斎藤達次
- ◎淑女と髯（1931年、松竹キネマ） - 敵の大将
- 愛よ人類と共にあれ（1931年、松竹キネマ） - 歯医者渋川
- ◎美人と哀愁（1931年、松竹キネマ） - 佐野
- ◎東京の合唱（1931年、松竹キネマ） - 大村先生
- 昇給と花嫁（1931年、松竹キネマ）
- 島の裸体事件（1931年、松竹キネマ）
- 若き日の感激（1931年、松竹キネマ） - 光子の夫
- 金色夜叉（1932年、松竹キネマ） - 富山唯継
- ◎春は御婦人から（1932年、松竹キネマ） - 加藤
- 蝕める春（1932年、松竹キネマ） - 白川幸介
- ◎大人の見る繪本 生れてはみたけれど（1932年、松竹キネマ） - 父親

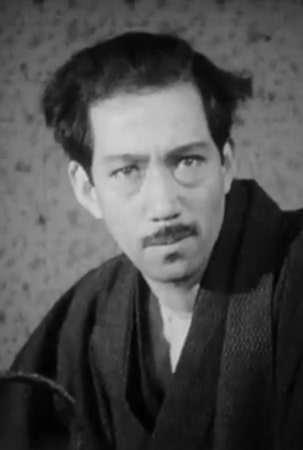
『大人の見る繪本 生れてはみたけれど』（1932年）

- 太陽は東より（1932年、松竹キネマ） - 弁護士宮本
- 上陸第一歩（1932年、松竹キネマ） - ダンスホールの客（ノンクレジット）
- ◎青春の夢いまいづこ（1932年、松竹キネマ） - 斎木太一郎
- 忠臣蔵（1932年、松竹キネマ） - 不破数右衛門
- 花嫁の寝言（1933年、松竹キネマ） - 落第生斎田
- 港の日本娘（1933年、松竹キネマ） - 画家三浦
- 夜ごとの夢（1933年、松竹キネマ） - 夫水原
- 嬉しい頃（1933年、松竹キネマ） - 課長斎田
- 大学の若旦那（1933年、松竹キネマ） - 若原
- 女学生と与太者（1933年、松竹キネマ） - 校長
- 玄関番とお嬢さん（1934年、松竹キネマ） - 御前様
- 東洋の母（1934年、松竹キネマ） - 主治医
- その夜の女（1934年、松竹キネマ）
- 生きとし生けるもの（1934年、松竹キネマ）
- 左うちわ（1935年、松竹キネマ）
- 春琴抄 お琴と佐助（1935年、松竹キネマ） - 利太郎
- 永久の愛（1935年、松竹キネマ） - 社長金沢専三郎
- 恋愛豪華版（1935年、松竹キネマ） - 根本社長
- 人生のお荷物（1935年、松竹キネマ） - 福島省三
- ◎大学よいとこ（1936年、松竹キネマ） - 講師
- 家族会議（1936年、松竹キネマ） - 丸由
- 男性対女性（1936年、松竹キネマ） - 岡倉清彦
- 新道 前篇朱実の巻、新道 後篇良太の巻（1936年、松竹キネマ） - 宗方子爵
- 花籠の歌（1937年、松竹キネマ） - 刑事
- ◎淑女は何を忘れたか（1937年、松竹キネマ） - 麹町のドクトル小宮
- 奥様に知らすべからず（1937年、松竹） - 横山氏
- 婚約三羽烏（1937年、松竹） - 阿奈支配人
- 浅草の灯（1937年、松竹） - 藤井寛平
- 母と子（1938年、松竹） - 岡部
- 愛染かつら（1938年、松竹） - レコード会社専務・岡島
- 純情二重奏（1939年、松竹） - 河田武彦
- 暖流（1939年、松竹） - 志摩泰彦
- 女性の戦ひ（1939年、松竹） - 高澤議員
- 西住戦車長伝（1940年、松竹） - 第十八路軍将校
- ◎戸田家の兄妹（1941年、松竹） - 長男進一郎
- 簪（1941年、松竹） - 片田江先生
- 櫻の國（1941年、松竹） - 笹野賢吉
- 秘話ノルマントン号事件 仮面の舞踏（1943年、松竹） - 常民
- 水兵さん（1944年、松竹）
- 必勝歌（1945年、松竹） - 工員・中村
- そよかぜ（1945年、松竹） - 平松
- 待ちぼうけの女（1946年、松竹） - 市長
- 地獄の顔（1947年、松竹） - 貝塚医師
- 多羅尾伴内シリーズ（大映）
  - 十三の眼（1947年） - 清島了助
  - 二十一の指紋（1948年） - 皆川弁護士
- 幽霊暁に死す（1948年、新演伎座・CAC） - 小幡平次郎
- 王将（1948年、大映） - 学芸部長・大倉
- 人間模様（1949年、新東宝） - 新井寛政
- グッドバイ（1949年、新東宝） - 船越恭平
- 果てしなき情熱（1949年、新東宝） - 砂堂
- 獄門島（1949年、東横映画） - 了然和尚
- にっぽんGメン 第二話 難船崎の血闘（1950年、東横映画） - 栗原部長
- ◎宗方姉妹（1950年、新東宝） - 教授内田譲
- 東京ファイル212（1951年、東日興業） - 松戸
- 自由学校（1951年、大映） - 茂木
- 陽気な渡り鳥（1952年、松竹） - 岡本政治
- ラッキーさん（1952年、東宝） - 町田さん
- 朝の波紋（1952年、スタジオ8プロ） - 久富営業部長
- やぐら太鼓（1952年、滝村プロ） - 村田喜三郎
- 離婚（1952年、東京プロ） - 酒井半蔵
- 若い人（1952年、東宝） - 長野教頭
- カルメン純情す（1952年、松竹） - 須藤の父
- 嫁ぐ今宵に（1953年、新映プロ） - 父長太郎
- 坊ちゃん社員（1954年、東宝） - 石山所長
- ハワイ珍道中（1954年、新東宝） - 白河
- 日本敗れず（1954年、新東宝） - 総理
- 慈悲心鳥（1954年、東宝） - 駒居直亮
- 鶴亀先生（1954年、東宝） - 荒木さん
- 大学は出たけれど（1955年、松竹） - 高田彌左衛門
- やがて青空（1955年、東宝） - 飛田真平
- やさしい狼犬部隊（Three Stripes in the Sun）（1955年、コロンビア映画） - ユウコの父
- 月形半平太（1956年） - 歌菊 役
- 嫁ぐ日（1956年、近代映画協会） - 木島進作
- 吸血蛾（1956年、東宝） - 長岡秀二
- 婚約三羽烏（1956年、東宝） - 栄子の父
- 森繁よ何処へ行く（1956年、東京映画） - 石田博士
- 兄とその妹（1956年、東宝） - 支配人荒川
- 美貌の都（1957年、東宝） - 丹下
- 挽歌（1957年、歌舞伎座） - 怜子の父
- お姐ちゃん罷り通る（1959年、東宝） - 総領事
- 青い目の蝶々さん（1962年、パラマウント映画）
- 喜劇 にっぽんのお婆あちゃん（1962年、M.I.I.プロ） - ロマンチックじいさん安西
- 続・社長洋行記（1962年、東宝） - 宗社長
- 九ちゃんのでっかい夢（1967年、松竹） - コック・山下

### テレビドラマ
- ミュージカルショー（NHK） 
  - 肖像（1956年） - その父
  - 四月の雨（1956年）
  - 離合（1956年）
- ここに人あり 第29・30回「舗道の人」（1957年、NHK）
- お好み日曜座（NHK）
  - 翡翠（1958年）
  - 生まれてはみたけれど（1958年）
- 山一名作劇場 / 吾輩は猫である（1958年、NTV）
- わが海は碧なりき（1958年、NHK） - 栗原大作
- 誰かがあなたを愛してる（1958年 - 1959年、NTV）
- お父さんの季節（1958年 - 1961年、NHK）
- 東芝日曜劇場（KR→TBS）
  - 第103回「マンモスタワー」（1958年）
  - 第203回「絶望のそばを突っ走れ」（1960年）
  - 第265回「別れの歌」（1961年）
  - 第353回「他人の娘」（1963年）
  - 第497回「あたしとあなたその6 牛乳とブランデー」（1966年）
  - 第515回「なせばなる」（1966年）
- 夫婦百景（NTV）
  - 第30回「親ばか夫婦」（1958年）
  - 第100回「渡り始め」（1960年）
  - 第104回「菩薩女房」（1960年）
  - 第114回「娘女房」（1960年）
  - 第121回「部屋住み夫婦」（1960年）
  - 第162回「頓才女房」（1961年）
  - 第193回「冠婚葬祭夫婦」（1962年）
  - 第222回「ゴーイングマイウェイ亭主とその女房」（1962年）
  - 第239回「縁結び夫婦」（1962年）
  - 第244回「ひとり娘」（1963年）
  - 第262回「和楽三代夫婦」（1963年）
  - 第265回「ホームバー異変」（1963年）
  - 第273回「潔癖夫人」（1963年）
  - 第283回「養子組合」（1963年）
  - 第292回「素敵な半人前」（1963年）
  - 第344回「外面」（1964年）
  - 第374回「コンプレックス亭主」（1966年）
  - 第384回「空いた部屋」（1966年）
  - 第389回「春うらら」（1967年）
- 新三等重役（1959年 - 1960年、NET）
- テレビ劇場（NHK） 
  - 春浅くして（1960年）
  - 高原（1960年）
  - おのこやも（1960年）
- サンヨーテレビ劇場（KR）
  - 花のワルツ（1960年）
  - 翡翠（1961年）
- 東レサンデーステージ（NTV）
  - 第39回「パパ」（1961年）
  - 第49回「私のなかの遠い町」（1961年） - 塩原秀雄
  - 第63回「交換殺人はいかが」（1961年） - 五十嵐専務
- テレビ指定席 / プリムラの恋（1961年、NHK）
- 近鉄金曜劇場（TBS）
  - 宗方姉妹（1961年）
  - 雪子の生涯（1962年）
  - 京洛の女（1962年）
  - 月を呼ぶ少女（1963年）
  - 雲につつむ涙（1966年）
- 女の園 第21回「幻想画」（1962年、NHK）
- 短い短い物語 第35回「着飾った女」（1962年、NET）
- シャープ火曜劇場 第69回「美紗の像」（1962年、CX）
- 文芸劇場 第66回「にっぽん製」（1963年、NHK）
- おかあさん 第2シリーズ 第177話「ある偶像」（1963年、TBS）
- 風船（1964年、KTV）
- 日産スター劇場（NTV） 
  - 花婿と人妻（1964年）
  - 腹ペコ霊感社員（1964年）
  - 飛び出せ女探偵（1966年）
  - 離婚しましょうあなた（1966年）
  - ヤキトリと伯爵（1966年）
  - 歌謡曲だよ人生は（1966年）
  - 赤ちゃんがいっぱい（1967年）
  - ずばり儲かる（1967年）
  - 十字架と大泥棒（1967年）
- 大物養成計画（1965年、NTV）
- 家庭劇場 第8回「かわいいボス」（1965年、NHK）
- ママとおふくろ（1965年 - 1966年、NTV） - 秋田正志
- 雨の中に消えて（1966年、NTV） - 山田社長
- あいつと私（1967年、NTV）
- 白い十字路（1967年 - 1968年、THK）

## 監督作品
- 嫁ぐ今宵に（1953年、新映プロ製作・新東宝配給） - 脚本も担当
- お母さんの結婚（1953年、日本映画新社製作・東宝配給）
- 純情社員（1953年、南旺映画製作・新東宝配給）
- 早く帰ってコ（1957年、東宝製作）
- 東京だヨおッ母さん（1957年、東宝製作）